# Nissuntjårro
Nissuntjårro este o arie protejată (arie specială de conservare — SAC, sit de importanță comunitară — SCI) din Suedia întinsă pe o suprafață de 25.767,3 ha, integral pe uscat.

## Localizare
Centrul sitului Nissuntjårro este situat la coordonatele 68°14′46″N 18°50′42″E / 68.246°N 18.845°E.

## Înființare
Situl Nissuntjårro a fost declarat sit de importanță comunitară în mai 2000 pentru a proteja 4 specii de plante și 3 specii de animale. Situl a fost protejat și ca arie specială de conservare în decembrie 2009.

## Biodiversitate
Situată în ecoregiunea alpină, aria protejată conține 12 habitate naturale: Pajiști alpine și boreale, Mlaștini turboase de tranziție și turbării mișcătoare, Pajiști alpine și subalpine calcaroase, Tufărișuri subarctice cu Salix spp., Ghețari permanenți, Ape stătătoare oligotrofe până la mezotrofe, cu vegetație de Littorelletea uniflorae și/sau de Isoëto-Nanojuncetea, Pante stâncoase calcaroase cu vegetație casmofită, Râuri de munte și vegetația erbacee de pe malurile acestora, Păduri nordice subalpine/subarctice cu Betula pubescens ssp. czerepanovii, Mlaștini alcaline, Turbării Palsa, Grohotișuri calcaroase și de șisturi calcaroase de la nivelul montan până la nivelul alpin (Thlaspietea rotundifolii).
La baza desemnării sitului se află mai multe specii protejate:
- plante (4): Luzula arctica, Papaver radicatum subsp. hyperboreum, Primula scandinavica, Silene furcata subsp. angustiflora
- mamifere (1): vidră de râu (Lutra lutra)
- nevertebrate (2): Clossiana improba, Vertigo genesii